# Экономика Армянской ССР
Экономика Армянской ССР (арм. ՀԽՍՀ տնտեսություն) — составная часть экономики СССР, расположенная на территории Армянской ССР. Входила в Закавказский экономический район.

## Сельское хозяйство
В 1986 году в республике насчитывалось 505 совхозов, 281 колхоз. 
Сельскохозяйственные угодья составляли 1,3 млн га, из них:
- пашня — 0,5 млн га,
- пастбища — 0,6 млн га.

Земледелие давало около 53 % стоимости валовой продукции сельского хозяйства. Земледелие сосредоточено главным образом на Араратской равнине, Ширакском плато и в районе озера Севан. 
Площадь орошаемых земель — 0,305 млн га (1986 год).
Главные отрасли растениеводства — виноградарство (сбор — 240 тыс. т в 1986 году) и плодоводство, возделывание технических (табак, сахарная свёкла, герань) и овоще-бахчевых культур.
Животноводство специализировалось на молочно-мясном скотоводстве и овцеводстве. Поголовье (на 1987 год, в млн голов): крупный рогатый скот — 0,9, овец и коз — 1,9.

## Промышленность
Ведущие отрасли промышленности:
- машиностроительная и металлообрабатывающая
- химическая и нефтехимическая
- лёгкая
- пищевкусовая
- цветная металлургия
- производство стройматериалов

В машиностроении были развиты электротехническая, электронная, радиотехническая отрасли промышленности, приборо- и станкостроение (Ереван, Кировакан, Ленинакан и другие города).
Предприятия химической промышленности производили синтетический каучук, синтетические смолы и пластические массы, серную кислоту, химические волокна и другое (Ереван, Кировакан, Алаверди).
Цветная металлургия была представлена производством меди, алюминия, концентратов молибдена и другое (Алаверди, Каджаран, Капан, Агарак).
В промышленности стройматериалов общесоюзное значение имело производство стеновых блоков из естественного камня (разноцветных туфов), мрамора, цемента и другое.
Важнейшие отрасли пищевкусовой промышленности — плодоконсервная и винно-коньячная. 
- Виноделие в Армении

Из отраслей лёгкой промышленности выделялись текстильная и кожевенно-обувная отрасли.
Производство промышленной продукции в Армянской ССР по годам:
| виды продукции                              | единица       | 1913  | 1940  | 1950   | 1965  | 1970   |
| ------------------------------------------- | ------------- | ----- | ----- | ------ | ----- | ------ |
| Электроэнергия                              | млрд. кВт*час | 0,005 | 0,395 | 0,949  | 2,900 | 6,083  |
| Минеральные удобрения                       | тыс. т        |       |       |        | 103   | 253    |
| Автопокрышки                                | тыс. т        |       |       | 195    | 1180  |        |
| Металлорежущие станки                       | тыс. шт       |       |       | 0,904  | 9,159 | 11,5   |
| Трансформаторы силовые                      | тыс. кВа      |       |       | 609    | 4810  | 4804   |
| Электростанции передвижные                  | тыс. кВт      |       |       | 0,1    | 640   |        |
| Насосы                                      | тыс. шт.      |       |       | 2,7    | 61,1  | 83,6   |
| Компрессоры                                 | шт.           |       |       | 468    | 3006  |        |
| Цемент                                      | тыс. т        |       |       | 95     | 151,5 | 619,5  |
| Сборные железобетонные конструкции и детали | млн. м³       |       |       |        | 0,596 | 0,780  |
| Хлопчатобумажные ткани                      | млн м²        |       | 26,8  | 34,6   | 88,3  | 94,5   |
| Шерстяные ткани                             | млн м²        |       | 0,017 | 0,551  | 3,827 | 5,189  |
| Шёлковые ткани                              | млн м²        |       | 0,201 | 1,529  | 7,951 | 12,082 |
| Чулочно-носочные изделия                    | млн пар       |       | 9,785 | 14,767 | 49,3  |        |
| Верхний и бельевой трикотаж                 | млн шт.       |       | 3,033 | 7,5    | 40,8  |        |
| Кожаная обувь                               | млн пар       |       | 0,943 | 2,029  | 7,3   | 10,3   |
| Часы бытовые                                | млн шт.       |       |       | 0,183  | 2,783 | 3,239  |
| Консервы                                    | млн банок     | 1,0   | 17,3  | 31,4   | 131,5 | 241,4  |
| Вино                                        | тыс. дал      | 188   | 239   | 772    | 4847  | 8000   |
| Коньяк                                      | тыс. дал      | 48    | 63    | 96     | 386   |        |
| Сигареты, папиросы                          | млн шт        | 4     | 1084  | 2579   | 6160  |        |

## ТЭК
Энергетическая база республики — ГЭС Севано-Разданского каскада, ГРЭС в Раздане, ТЭЦ в Ереване, Армянская АЭС в Мецаморе и другие.
Свыше половины потребляемого в Армении бензина и других продуктов перегонки поступало из Азербайджана, советское руководство отклоняло предложения Еревана о создании собственной нефтепереработки.
В первой половине 70-х союзный центр также отказался от прохождения ирано-советского газопровода через Армению и Нахичеванскую АССР Азербайджана, что предлагали Тегеран и Ереван.

## Транспорт
Основные виды транспорта — железнодорожный и автомобильный. 
Эксплуатационная длина (на 1987 год):
- железных дорог — 0,87 тыс. км,
- автодорог — 7,6 тыс. км (в том числе с твёрдым покрытием — 7,3 тыс. км).

Газопроводы из Азербайджанской ССР и Северного Кавказа (через Тбилиси).
Армению с Грузией и РСФСР связывала только одна железная дорога – через Тбилиси. Однако, в конце 70-х в республику протянули вторую ветку из Азербайджана. Железнодорожное сообщение Еревана не только с Ираном, но даже с центральной и южной Арменией было возможно лишь через Нахичеванскую автономию Азербайджана.

### Неосуществленные проекты
В разное время, предлагались различные проекты создания дополнительного маршрута Армения – Грузия – РСФСР, железной дороги от Ленинакана до Батуми и проекты «трансармянской» стальной магистрали (Ленинакан — Ереван — Зангезур — Горис — Капан — Мегри) с выходом на Иран. Тем не менее, большинство этих проектов предлагавшиеся в 60–80-х годах, высшим руководством СССР отвергались.
Ереван добивался к тому же прокладки новой железной дороги через Нагорно-Карабахскую автономию (Капан — Горис — Лачин — Степанакерт — Агдам — Евлах). Но, по мнению экономического аналитика Алексея Балиева,«азербайджанские власти успешно лоббировали запрет центральных властей на осуществление такого проекта».

#### Магнитная железная дорога
В 1985 году были утверждены государственные планы по строительству в АССР опытно-эксплуатационной пассажирской системы протяженностью 3,2 км  магнитной железной дороги, которое должно было быть завершено в 1990 г.
Эта дорога должна была соединить через Абовян города Ереван и Севан, однако Спитакское землетрясение 1988 года, военные события стали причиной замораживания проекта. Поезда должны были развивать скорость 250 км/ч., в итоге была построена лишь эстакада.